# (3551) Verenia
(3551) Verenia es un asteroide que forma parte de los asteroides Amor y fue descubierto por R. Scott Dunbar el 12 de septiembre de 1983 desde el observatorio del Monte Palomar, Estados Unidos.

## Designación y nombre
Verenia se designó al principio como 1983 RD.
Posteriormente, en 1994, recibió su nombre de Verenia, un personaje de las leyendas romanas.

## Características orbitales
Verenia orbita a una distancia media del Sol de 2,093 ua, pudiendo alejarse hasta 3,113 ua y acercarse hasta 1,074 ua. Su inclinación orbital es 9,508 grados y la excentricidad 0,4869. Emplea en completar una órbita alrededor del Sol 1106 días.
Verenia es un asteroide cercano a la Tierra.

## Características físicas
La magnitud absoluta de Verenia es 16,75. Tiene un periodo de rotación de 4,93 horas y 0,9 km de diámetro. Se estima su albedo en 0,37. Verenia está asignado al tipo espectral V de la clasificación Tholen.